# هاراپا

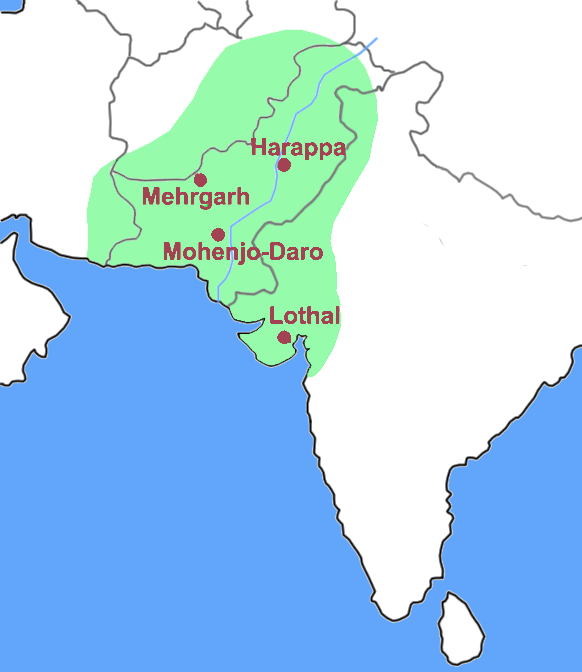
هاراپا بر روی نقشه.

هاراپا یا هرپا (به انگلیسی: Harappa) ۲۶۰۰ تا ۱۷۰۰ قبل از میلاد یک محوطه باستان‌شناسی در پنجاب واقع در شمال شرقی پاکستان است. نام هاراپا از روستایی که به همین نام است و در کنار رود راوی در شش کیلومتری محوطهٔ باستانی قرار دارد، گرفته شده‌است.

## نگارخانه

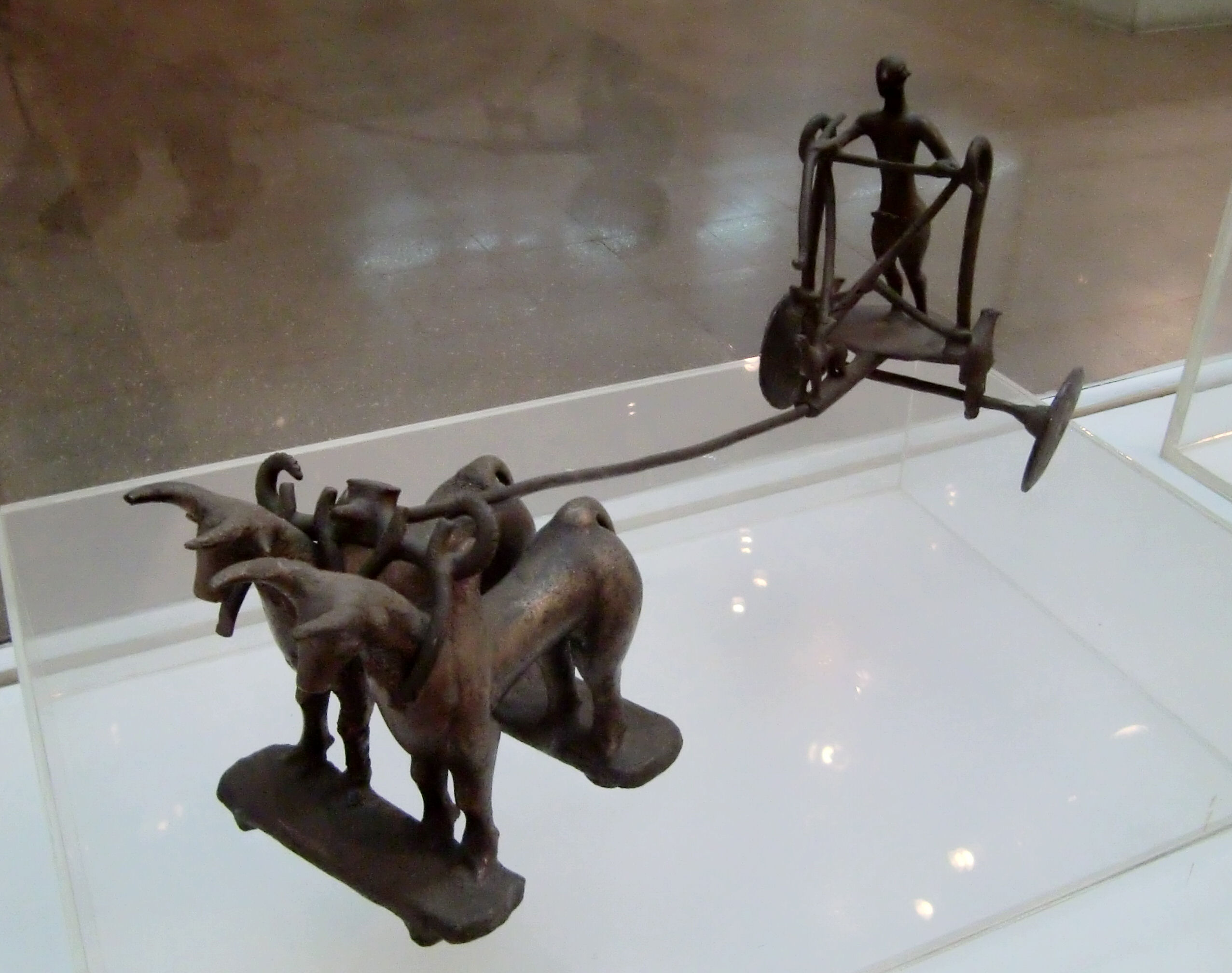
اشیاء باستانی مربوط به ۲۰۰۰ سال پیش از میلاد بدست آمده در هاراپا
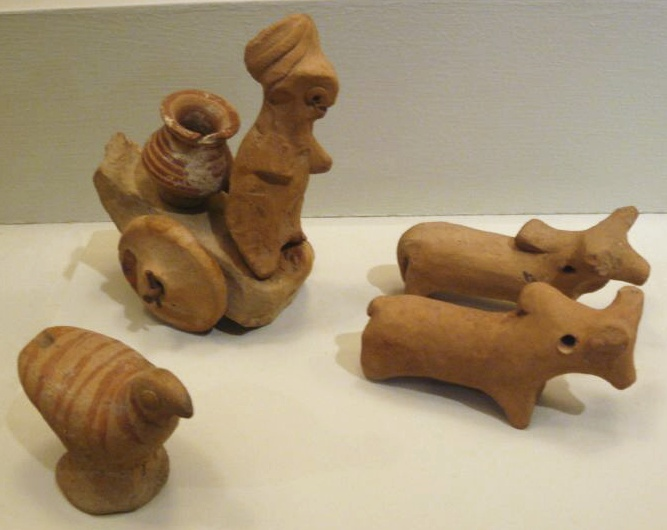
اشیاء باستانی مربوط به ۲۵۰۰ سال پیش از میلاد بدست آمده در هاراپا